# Etil dimetilamidofosforofluoridato
Fluorotabun é um organofosfato formulado em (H3C)2NP(O)FOCH2CH3. É um análogo de Tabun.